# Paul Bader
Paul Bader (ur. 20 lipca 1883 w Lahr/Schwarzwald, zm. 28 lutego 1971 w Emmendingen) – niemiecki oficer Wehrmachtu w randze generała artylerii (General der Artillerie). Służył w czasie I i II wojny światowej. Za swoją służbę został wielokrotnie odznaczony.

## Odznaczenia
- Krzyż Żelazny (1914)
  - II Klasy
  - I Klasy
- Okucie Ponownego Nadania Krzyża Żelaznego
  - II Klasy
  - I Klasy
- Order Lwa Zeryngeńskiego – II Klasy z mieczami
- Krzyż Niemiecki – złoty (29 stycznia 1943)